# ニコチン
ニコチン（nicotine）とは、植物塩基（アルカロイド）の1つ。主にタバコ (Nicotiana tabacum)の葉に含まれる。揮発性の無色の油状液体。生体に対し強い依存性を有し、たばこの喫煙によるニコチン依存症が公衆衛生上の大きな問題となっている。
ニコチンは、昆虫に食べられることを抑制するために、タバコ植物が作り出す毒物である。ナス・トマト・ジャガイモなど、ナス科ではしばしば見られる物質であるが、タバコ以外の種ではその量は非常に少ない。
名称は、1550年にタバコ種をパリに持ち帰った、フランスの駐ポルトガル特命全権大使、ジャン・ニコ（Jean Nicot）に由来する。

## 薬理作用
ニコチンは、骨格筋および脳に存在するニコチン性アセチルコリン受容体のアゴニストとして振る舞う。主に脳内の受容体に対し結合し、神経伝達物質（ドーパミン、アドレナリン、β-エンドルフィン）の放出が促進される。
ニコチンによるこれらはアロステリックに作用する。例えば少量の摂取であれば興奮作用が生じるが、摂取量が増えるに連れて鎮静作用が現れる。この現象は"ネスビット・パラドックス"として古くから知られている。
神経伝達物質の濃度が上昇することにより、次のような作用が現れる。

### 中枢神経系

#### 報酬系の刺激
腹側被蓋野(Ventral Tegmental Area: VTA)にあるα4β2ニコチン性アセチルコリン受容体と結合し、ドーパミン、β-エンドルフィンを放出する。それにより多幸感が生じる。これは一般に報酬系と呼ばれ、依存症を形成する。

#### 認知能力の向上
41件の二重盲検研究を使用したメタアナリシスにおいて認知能力を向上させる作用があると結論付けられている。また脳血流の増加が確認された。

### 交感神経系
交感神経系の臓器である副腎髄質に作用し、アドレナリンの分泌を促進する。その結果血圧、血糖値の上昇、発汗などの現象が起こる。

### 遺伝子発現
ニコチンは代謝酵素であるシトクロムP450ファミリーの発現を誘導する。このためたばこの喫煙者はシトクロムP450で代謝される薬の効きが悪くなり、治療効果が得にくくなることがある。

## 利用

### 禁煙補助
1970年代にイギリスのモーズレイ病院の精神医学研究所にて、たばこにおけるハーム・リダクション（有害性低減）が提唱され、先駆者のマイケル・ラッセルは、ニコチンのために喫煙しながらタールによって死んでいると述べたが、2007年にも、英国王立医師会のタバコの助言に関する報告書は、ニコチン自体は危険ではなくタバコの代替品として提供されれば、数百万人の人命を救えることを報告している。ニコチン置換療法でのニコチンの提供では、33000人以上の観察研究やメタアナリシスによって、心血管疾患のリスク上昇がみられていない。
ニコチン蒸気を吸入する電子たばこは燃焼されたタバコよりもはるかに害が小さい可能性が高い。
日本では、ニコチン依存症を治療するためのニコチン製剤であるニコチンパッチやニコチンガムが医薬品として承認されている。

### 医学的研究
ニコチンはADHD、強迫性障害、統合失調症、うつ病、アルツハイマー病などの認知能力および行動の制御になんらかの問題を生じる疾患および障害に対し治療効果があることが実験結果により確かめられている。そのためニコチンと同様の薬理作用を持つ治療薬の開発が進められ、医薬品として承認、販売されている。
詳細はニコチン性アセチルコリン受容体作動薬を参照。

#### ADHD
ADHDと診断された人の喫煙率が高いことは良く知られている。これは自己治療仮説で最もよく説明され、薬理学的根拠と実験結果により支持されている。ニコチンパッチの投与直後に認知能力が改善された研究報告がある。

#### 強迫性障害
ニコチンが強迫行動を抑えることが示唆されている。8週間のニコチンガムの使用によって5人の被験者中4人の強迫性障害が改善された。薬物を用いて強迫症状を誘発させたラットにニコチンを投与すると強迫症状が低減された。

#### 統合失調症
詳細は喫煙と統合失調症（英語: Schizophrenia and tobacco smoking）を参照。
ADHDのケースと同様に、統合失調症と診断されている人の喫煙率は極めて高いことが、20カ国以上で行われた研究によって判明している。2006年の米国の喫煙者の割合は全人口においては20%であったが、統合失調症患者においては80%であった。
原因として統合失調症の症状および抗精神病薬の副作用による認知能力の低下をニコチンで補う自己治療仮説などが考えられているが、未だはっきりした結論は出ていない。
統合失調症患者の平均寿命は健常者の80%程度と低いが、それには高い喫煙率が深く寄与していると考えられている。

#### うつ病
長期的な低用量のニコチン暴露が、受容体の脱感作を引き起こし、抗うつ効果が現れることが確認されているが、女性によるたばこの喫煙では、うつ病の罹患リスクが高まる。

#### アルツハイマー病
ニコチンは神経保護作用によりアルツハイマー病の予防および治療効果があるとされていた時期があったが、近年ではアルツハイマー病に対するニコチンの効果についてはほぼ否定され、逆に発病を増加させる原因とされている。
アメリカ合衆国においてはニコチン性アセチルコリン受容体作動薬（英語: Nicotinic agonist#Drug development）であるガランタミンが軽-中程度のアルツハイマー病の症状進行を遅らせるとしてFDA承認を受けている。

### 農薬
ニコチンには殺虫作用があり、農薬として利用されてきた。1990年代からニコチンの化学式を真似たネオニコチノイド系の農薬が多数開発、販売されており、ニコチンの農薬使用量は減っている。しかしネオニコチノイドは、蜂群崩壊症候群の原因になっているとして、環境団体から非難されている。

## 毒性

### 急性毒性
特に乳児と幼児は、誤ってタバコを飲み込むことでニコチン中毒の事故を起こしている。日本でも1990年代の日本中毒情報センターへの問い合わせでも、相談の8割を占める4歳未満の相談で最も多いのがタバコの誤飲である。従来は、たばこ1本で致死量とされてきたが、8割が無症状で小児での死亡例がないため、胃洗浄から経過観察へと対応が変わってきた。大量に飲み込んだ場合は、この限りではない。
ニコチン過剰摂取の疑いがあれば、すぐに医師の診察を受けるべきである。誤食では、胃液の酸性のために、ニコチンの溶出が悪く吸収は遅い。しかし、すでに水に溶けたニコチンは、吸収が早く症状も重いとされ、作物としてのタバコ収穫作業従事者の間では、経皮吸収による生葉たばこ病と呼ばれる急性中毒が発生することがある。

#### 致死量
長らくニコチンの致死量は、成人で60mg以下（30-60mg）とされてきたが、これは19世紀半ばの疑わしい実験から推定されており、実際の致死量は、60mgの20倍以上だと考えられる。イヌにおける半致死量から、ヒトにおけるニコチンの致死量は成人で500-1000mg と推定される。
60mgという致死量では、現実の無数の中毒例と異なるため、出自について古典を辿ったところ、19世紀半ばの薬理学者による自己投与実験から推定されていたに過ぎなかった。しかし後の1980-1990年代の実験でも、経口からの25mgに相当する摂取を行っても、吐き気のような軽症の症状しか示さないことが判明している。
1998年の日本の論文では、胃液の酸性環境では15分でタバコから3%しか吸収されないとしている。溶液に溶けだしたものではこの限りではない。

#### 症状
軽症では嘔気やめまい、脈拍上昇・呼吸促迫などの刺激・精神の脱抑制や興奮症状がみられる。重くなると、徐脈・痙攣・意識障害・呼吸麻痺の抑制症状が見られる。
嘔吐は10-60分以内、中毒症状は2-4時間の間にほとんど現われ、タバコ誤食による中毒症状の出現頻度は、14%程度とされる。

#### 検査
低カリウム血症、低血糖、白血球増加など。重症では、ショックに伴う臓器障害を起こしうるので、肝機能・腎機能・凝固線溶系の異常が見られることがある。動脈血ガス分析では、呼吸麻痺による低酸素血症や高 CO2 血症がみられる。

#### 治療
特異療法は無く体内からの排出を早めるための対症療法と循環管理と呼吸管理が行われる。副交感神経抑制作用のある硫酸アトロピンを投与することもある。摂取後4 - 5時間経っても症状が出ない場合は、治療は不要である。
吐かせるのは良いが、タバコを飲み込んだ場合は、吸収を防ぐため、水やミルクを飲ませた後に吐かせる方法は勧められない。ニコチンが溶けだした溶液ではそうしたものを飲ませ、吐かせるとある。またタバコでは吸収途中で、ニコチンの嘔吐作用によって吐き出してしまう事も多い。タバコでは1本以上を摂取しているか症状があれば、胃洗浄を行うとされるが、アメリカの中毒センターでは5本以上で胃洗浄を勧めている。
たばこ1本でニコチン量20mgとすれば、胃酸中では一時間に2.4mg（0.2%/分）人体に吸収されることから、無理に吐かせようと水などを多く飲ませる処置が、胃酸を薄めニコチンの吸収を速めて重篤化を招くことを重くみて、米国では、乳幼児のタバコの中毒量はタバコ2本（吸いがら6本）以上とされる。摂取後4時間および24時間までの経過観察を、電話などで丁寧におこなう方法がとられる。
日本薬理学会学会誌において、ビタミンB1によるニコチン拮抗作用が報告されている。人体を対象とした実験では、多量投与によって喫煙時の一般症状（顔面蒼白、悪心、嘔吐、振戦、呼吸促迫、心悸亢進等）が著しく軽減したという報告がある。

### 生葉たばこ病
ニコチンは、喫煙だけでなく、触れるだけでも皮膚から体内に吸収される。タバコ栽培では、葉を収穫する際に、湿った葉に触れてニコチンを皮膚から吸収することによって引き起こされる生葉たばこ病が問題となっている。

### 依存性
| 薬物             | 平均 | 快感 | 精神的依存 | 身体的依存 |
| ---------------- | ---- | ---- | ---------- | ---------- |
| ヘロイン         | 3.00 | 3.0  | 3.0        | 3.0        |
| コカイン         | 2.37 | 3.0  | 2.8        | 1.3        |
| アルコール       | 1.93 | 2.3  | 1.9        | 1.6        |
| たばこ           | 2.21 | 2.3  | 2.6        | 1.8        |
| バルビツール酸   | 2.01 | 2.0  | 2.2        | 1.8        |
| ベンゾジアゼピン | 1.83 | 1.7  | 2.1        | 1.8        |
| アンフェタミン   | 1.67 | 2.0  | 1.9        | 1.1        |
| 大麻             | 1.51 | 1.9  | 1.7        | 0.8        |
| LSD              | 1.23 | 2.2  | 1.1        | 0.3        |
| エクスタシー     | 1.13 | 1.5  | 1.2        | 0.7        |

ニコチンの一般的な消費形態はたばこ、噛みたばこ、嗅ぎたばこ、また含有ガムである。紙巻きたばこ、噛みたばこ、嗅ぎたばこ、パイプ、葉巻、ニコチンガム、ニコチンパッチなどすべての形態にて、ニコチン依存症を発症させ、その依存と離脱をもたらす能力は、喫煙、経口、経皮の摂取経路の順に弱くなり、また含有されるニコチンの量に左右される。世界保健機関(WHO)は「ニコチンはヘロインやコカインと同程度に高い依存性がある」と発表している。日本医師会のホームページにほぼ同様の記載がある。
ニコチンの使用者は身体依存が形成されており、最後の摂取から数時間で離脱症状を生じ、ニコチンへの渇望や他の離脱症状を生じる。
喫煙といった摂取方法では急速に体内に分布し急速に脳内におけるニコチン濃度が低下するため、最後の摂取から30-40分で渇望が生じる。
『精神障害の診断と統計マニュアル』第4版改訂(DSM-IV-TR)には、ニコチン離脱の診断名があり、その診断基準に不快・抑うつ気分、不眠、易怒性、不安、集中困、心拍数減少、食欲増加などを挙げている。こうした症状の大部分はニコチン欠乏によるものであり、紙巻きたばこの喫煙の場合には依存強化が急速で回数が多いため、身体依存がより大きくなり離脱症状は強く、軽度な離脱症状は低ニコチンの紙巻きたばこへの変更、ニコチンガムやニコチンパッチの使用後に起こる。ニコチンの摂取が早い摂取形態では、ゆっくりと体に分布させる摂取形態のものより依存性が高い可能性がある。
またニコチンへの依存は他の依存性薬物の使用に対して脆弱にし使用リスクを高める可能性がある。

#### 動物実験
霊長類でニコチンの静脈内自己投与を確立することは困難であり、研究は少ない。1983年の柳田知司らの研究においては、4時間制限では自己投与が確立せず、24時間制限で自己投与が確立し、弱い強化因子であることを示唆された。一方、ヒトにおいては、ニコチンの投与を回避する反応を示したとの報告が存在する。ある研究は、静脈内自己投与は、薬物の乱用や依存を予測するための最も有効な手法であり、煙草の規制を進めるために研究が継続されているが、ニコチンの依存性の科学的根拠は見出だせていないため、法規制されていないと主張している。

### 発がん性
タールを含まない純粋なニコチンには発がん性は認められていない。発がんプロモーターであるかどうかは未だ不明である。ニコチンの代謝物であるニトロソアミンに対しては発癌性がある。

### 精神毒性
ニコチンの精神毒性は確認されていない。柳田知司は、アカゲザルの実験を元に「ニコチンは依存性薬物ではあるものの、身体的な依存性は有ったとしても非常に弱いもので精神依存の増強は認められず、その精神依存性は他の依存性薬物と共通する特性が見られるものの主要な依存性薬物と比較して明らかに弱いこと、また精神毒性（ニコチンの摂取は、自動車の運転などの作業に、悪影響を及ぼさない）も、依存性薬物の中では唯一、これが認められない」と発表している。
※ニコチン離脱症状は自動車の運転などに悪影響を及ぼす。

## 規制
国際的には、向精神薬に関する条約において特定の薬物の世界保健機関(WHO)による評価でニコチンは規制されていない。たばこ規制枠組条約により、各国で依存性や有害性についてのたばこ警告表示がなされており、ニコチン含有製品は医薬品やたばこ関連法規制に従うことも多い。

### 日本での位置づけ
たばこ製品　
日本では、たばこは財務省の所管であり、加熱式たばこも含むたばこ製品についてはたばこ事業法で、喫煙については二十歳未満ノ者ノ喫煙ノ禁止ニ関スル法律で、20歳未満の喫煙が禁止されている。
医薬品
液体にニコチンを含む電子たばこは、厚生労働省が医薬品成分としてのニコチンを含むと判断している。薬機法がニコチンを医薬品に指定しているため、許可なく販売できない。
薬機法（医薬品、医療機器等の品質、有効性及び安全性の確保等に関する法律）の第2条は医薬品を定義しており、
1. 『日本薬局方』の掲載品
2. 人や動物の治療予防を目的とするもの
3. 人や動物の身体構造や機能に影響することが目的とされるもの

のうち、機器など以外となる。
1999年5月12日に、ニコチンパッチが処方箋医薬品として承認された。この医薬品は、ニコチン含有量により毒薬または劇薬（薬事法の指定）と記述されていた。これは、2008年2月29日実施の薬事・食品衛生審議会 一般用医薬品部会にて、一般用医薬品としてのニコチンパッチを許可と共に、毒薬指定も解除した。
医薬品、医療機器等の品質、有効性及び安全性の確保等に関する法律施行規則にて、ニコチンを10%以上含有する場合に「毒薬」に、それ以下では「劇薬」だが、0.2%以下の外用薬、78mg以下の貼付剤、1個2mg以下の咀嚼剤は除外されている。
2008年5月31日に、ニコチンを低濃度に再調整して販売が開始された。
- ニコチンパッチは高濃度製品のみ医療用医薬品、低濃度製品は第1類医薬品。
- ニコチンガムは第2類医薬品。

その他
日本では、ニコチンは毒物だと法律で指定されており、その扱いには届け出や、毒物劇物取扱責任者を置くことなどが義務付けられている。
医薬品および医薬部外品に使われるものについては、以下の毒劇法ではなく、前述の薬機法の規制を受ける。
毒物及び劇物取締法（通称 毒劇法）第2条の別表第一の19にニコチンが、これを拡張する毒物及び劇物指定令の20と21にニコチン製剤が指定されている。

## 化学
ニコチンを硝酸などにより酸化すると、ニコチン酸が得られる。ニコチンには光学異性体があり、天然品はD型。ニコチン酸はニコチン酸アミドとともにナイアシンの成分として知られる。

### 合成
トリプトファンを出発物質としてキヌレニン経路の数段階の合成経路を経てニコチン酸がまず出来上がる。そして、ニコチン酸にオルニチン由来のピロリジン環が付加することでニコチンが合成される。また、ニコチン酸にリシン由来のピペリジン環が付加する事で、類縁化合物のアナバシンが合成される。
なお、ニコチンはタバコ葉内にリンゴ酸塩、またはクエン酸塩として存在する。ニコチンの類縁化合物はアナバシンを含めて30種類以上あり、ニコチン系アルカロイドと総称されている。